# Competición Europea de Fútbol Femenino de 1984
La Competición Europea de Fútbol Femenino 1984 (1984 European Competition for Women's Football, en inglés) fue la 1.ª edición del campeonato internacional de fútbol organizado por la UEFA para las selecciones nacionales femeninas de Europa. En esta edición la fase final contó con cuatro equipos.

## Antecedentes
En 1969 y 1979 se realizaron dos torneos en Italia que ganaron las selecciones de Italia y Dinamarca respectivamente, pero no son considerados oficiales por la UEFA ya que no fueron auspiciados por la misma.

## Desarrollo del torneo
El torneo llevó el nombre de Competición Europea de Fútbol Femenino, no incluyendo el nombre de la UEFA, porque como solo participaron 16 equipos (menos de la mitad de los miembros de la UEFA en ese momento) no podía ser considerado como oficial. En esta edición no hubo una sede fija. Los partidos se jugaron en dos partes de 35 minutos cada una, y fueron disputados con pelotas de fútbol de talla 4. La selección de Suecia ganó el campeonato al imponerse a Inglaterra en la final a doble partido. Suecia ganó el primer partido por 1-0 en su campo e Inglaterra ganó el segundo con el mismo resultado en el suyo por lo que el campeonato se decidió en una tanda de penales que ganó Suecia por 3-4.

## Clasificación
Un total de 16 selecciones femeninas de asociaciones nacionales de la UEFA disputaron la clasificación a la Competición Europea de Fútbol Femenino 1984. Se disputó entre el 18 de agosto de 1982 y el 28 de octubre de 1983.
Durante la fase de clasificación los 16 equipos se dividieron en 4 grupos con 4 equipos cada uno, el campeón de cada grupo se clasificó para la fase final. Cada equipo jugó dos partidos (uno de ida y uno de vuelta) contra cada uno de los otros equipos de su mismo grupo.

### Equipos clasificados
Los siguientes equipos se clasificaron para el torneo final.
| Equipo     | Método de clasificación | Fecha de clasificación   | Apariciones | Última aparición | Mejor actuación anterior |
| ---------- | ----------------------- | ------------------------ | ----------- | ---------------- | ------------------------ |
| Inglaterra | Campeón del grupo 2     | 22 de mayo de 1983       | 1           | —                | Debut                    |
| Italia     | Campeón del grupo 3     | 17 de septiembre de 1983 | 1           | —                | Debut                    |
| Suecia     | Campeón del grupo 1     | 24 de septiembre de 1983 | 1           | —                | Debut                    |
| Dinamarca  | Campeón del grupo 4     | 29 de octubre de 1983    | 1           | —                | Debut                    |

## Fase de eliminación
En la fase de eliminación se usó la tanda de penales en caso de que en la segunda vuelta el resultado siguiese en empate tras aplicar la regla del gol de visitante.
|  | Semifinales     | Semifinales     | Semifinales     |   |             | Final           | Final           | Final           |  |
|  | 8 y 28 de abril | 8 y 28 de abril | 8 y 28 de abril |   |             | 12 y 27 de mayo | 12 y 27 de mayo | 12 y 27 de mayo |  |
|  |                 |                 |                 |   |             |                 |                 |                 |  |
|  |                 |                 |                 |   |             |                 |                 |                 |  |
|  | Italia          | 2               | 1               |   |             |                 |                 |                 |  |
|  | Italia          | 2               | 1               |   |             |                 |                 |                 |  |
|  | Suecia          | 3               | 2               |   |             |                 |                 |                 |  |
|  | Suecia          | 3               | 2               |   | Suecia (p.) | 1               | 0               |                 |  |
|  |                 |                 |                 |   | Suecia (p.) | 1               | 0               |                 |  |
|  |                 |                 | Inglaterra      | 0 | 1           |                 |                 |                 |  |
|  | Inglaterra      | 2               | Inglaterra      | 0 | 1           | 1               |                 |                 |  |
|  | Inglaterra      | 2               |                 |   |             | 1               |                 |                 |  |
|  | Dinamarca       | 1               | 0               |   |             |                 |                 |                 |  |
|  | Dinamarca       | 1               | 0               |   |             |                 |                 |                 |  |
|  |                 |                 |                 |   |             |                 |                 |                 |  |

### Semifinales
| 8 de abril de 1984 | Inglaterra             | 2:1 (1:0) | Dinamarca           | Gresty Road, Crewe                                         |                                                            |
|                    | Curl 31' · Deighan 51' | Reporte   | Hindkjær 49' (pen.) | Asistencia: 1000 espectadores Árbitro(s): Kevin O'Sullivan | Asistencia: 1000 espectadores Árbitro(s): Kevin O'Sullivan |

| 28 de abril de 1984 | Dinamarca | 0:1 (0:0) | Inglaterra  | Hjørring Stadion, Hjørring                          |                                                     |
|                     |           | Reporte   | Bampton 44' | Asistencia: 1439 espectadores Árbitro(s): Kaj Natri | Asistencia: 1439 espectadores Árbitro(s): Kaj Natri |

| 8 de abril de 1984 | Italia                    | 2:3 (2:1) | Suecia                                             | Estadio Flaminio, Roma                                   |                                                          |
|                    | Morace 18' · Vignotto 31' | Reporte   | Furlotti 21' (a.g.) · Sundhage 50' · Börjesson 59' | Asistencia: 5000 espectadores Árbitro(s): Werner Föckler | Asistencia: 5000 espectadores Árbitro(s): Werner Föckler |

| 28 de abril de 1984 | Suecia                      | 2:1 (1:0) | Italia     | Folkungavallen, Linköping                             |                                                       |
|                     | Uusitalo 26' · Sundhage 57' | Reporte   | Morace 50' | Asistencia: 5162 espectadores Árbitro(s): Rolf Haugen | Asistencia: 5162 espectadores Árbitro(s): Rolf Haugen |

### Final
| 21 de mayo de 1984 | Suecia       | 1:0 (0:0) | Inglaterra | Ullevi, Gotemburgo                                    |                                                       |
|                    | Sundhage 57' | Reporte   |            | Asistencia: 5552 espectadores Árbitro(s): Cees Bakker | Asistencia: 5552 espectadores Árbitro(s): Cees Bakker |

| 27 de mayo de 1984 | Inglaterra                                  | 1:0 (1:0) (3:4 p.)         | Suecia                                                 | Kenilworth Road, Luton                                 |                                                        |
|                    | Curl 31'                                    | Reporte                    |                                                        | Asistencia: 2567 espectadores Árbitro(s): Ignace Goris | Asistencia: 2567 espectadores Árbitro(s): Ignace Goris |
|                    |                                             | Tiros desde el punto penal |                                                        |                                                        |                                                        |
|                    | Curl · Gallimore · Bampton · Hanson · Davis |                            | Börjesson · Andersson · Johansson · Jansson · Sundhage |                                                        |                                                        |

|                            |
| Bandera de Suecia          |
| Campeón Suecia 1.er título |

## Estadísticas

### Tabla general

Mapa según los resultados del torneo.
Campeón
Subcampeón
Semifinalista
Fase de clasificación
No participó

La tabla de rendimiento no refleja la clasificación final de los equipos, sino que muestra el rendimiento de los mismos dependiendo de la ronda final alcanzada. Si algún partido termina con empate en el marcador y se define mediante tiros de penal, el resultado final del juego se considera empate. La tabla ha sido elaborada usando el sistema de 2 puntos por victoria, 1 punto por empate y 0 puntos por derrota vigente durante la realización del torneo.
| Selección | Selección  | Pts. | PJ | PG | PE | PP | GF | GC | Dif. | Rend. |
| --------- | ---------- | ---- | -- | -- | -- | -- | -- | -- | ---- | ----- |
| 1         | Suecia     | 6    | 4  | 3  | 0  | 1  | 6  | 4  | 2    | 75 %  |
| 2         | Inglaterra | 6    | 4  | 3  | 0  | 1  | 4  | 2  | 2    | 75 %  |
| 3         | Italia     | 0    | 2  | 0  | 0  | 2  | 3  | 5  | −2   | 0 %   |
| 4         | Dinamarca  | 0    | 2  | 0  | 0  | 2  | 1  | 3  | −2   | 0 %   |

### Goleadoras
| Jugadora            | Selección  | Goles |
| ------------------- | ---------- | ----- |
| Pia Sundhage        | Suecia     | 3     |
| Linda Curl          | Inglaterra | 2     |
| Carolina Morace     | Italia     | 2     |
| Debbie Bampton      | Inglaterra | 1     |
| Anette Börjesson    | Suecia     | 1     |
| Elisabeth Deighan   | Inglaterra | 1     |
| Inge Hindkjær       | Noruega    | 1     |
| Doris Uusitalo      | Suecia     | 1     |
| Elisabetta Vignotto | Italia     | 1     |

## Premios y reconocimientos

### Jugadora de oro
El premio Jugadora de oro fue entregado a la mejor jugadora de la Competición Europea de Fútbol Femenino 1984.
| Premio          |  | Jugadora     | Selección |
| --------------- |  | ------------ | --------- |
| Jugadora de oro |  | Pia Sundhage | Suecia    |